# Georg-Maria Schwab

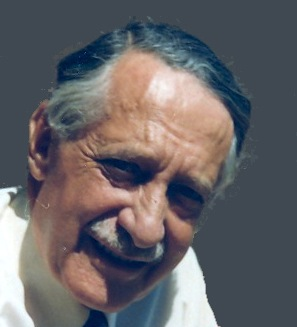
Georg-Maria Schwab

Georg-Maria Schwab (* 3. Februar 1899 in Berlin; † 23. Dezember 1984 in München) war ein deutscher Physikochemiker.

## Leben und Werk
Schwab war ein Sohn des Journalisten Josef Bernhard Schwab. Gegen Ende des Ersten Weltkriegs leistete er Kriegsdienst und studierte danach in Berlin Chemie und Physik. Mit einer Arbeit über Ozon promovierte er 1923 und erhielt dafür das selten vergebene Prädikat eximium opus. Danach war er als Assistent bei Max Bodenstein tätig, anschließend ab 1925 als Assistent von Otto Dimroth an der Universität Würzburg. Dort habilitierte er sich 1927 mit einer Untersuchung über die Spaltung von Methan und Ammoniak.
Danach wurde er Vorstand der 3. Anorganischen Abteilung des Chemischen Laboratoriums der Bayerischen Akademie der Wissenschaften und 1933 außerordentlicher Professor. 1938 wurde Schwab die Lehrbefugnis aus rassischen Gründen entzogen, weshalb er im folgenden Jahr nach Griechenland emigrierte. Dort arbeitete er zunächst als Leiter der Forschungsabteilung für Anorganische, Physikalische und Katalytische Chemie am Institut Nikolaos Kanellopoulos in Piräus. 1939 heiratete er die Griechin Elly Agallidis. Nach der Okkupation Griechenlands durch die deutsche Wehrmacht wurde sein Pass 1942 nicht erneuert. 1949 erhielt er eine Professur für Physikalische Chemie an der Technischen Universität Athen. Im gleichen Jahr kehrte er nach Deutschland zurück und war zunächst als Gastprofessor an der Technischen Hochschule Darmstadt tätig und wurde 1950 schließlich an die Universität München berufen.

## Auszeichnungen
- 1952: Ordentliches Mitglied der Bayerischen Akademie der Wissenschaften,
- 1956: Mitglied der Leopoldina, sowie der Heidelberger Akademie der Wissenschaften
- Ehrendoktorwürde der Universitäten Paris, Lüttich, FU Berlin, Hamburg, Caracas
- 1960: Liebig-Denkmünze der Gesellschaft Deutscher Chemiker
- Goldenes Kreuz des  Ordens Georgs I.  von Griechenland
- Offizier des Ordens der belgischen Krone

## Schriften (Auswahl)
- Über Ozon, Dissertation 1923
- Lehrbuch der physikalischen Chemie in elementarer Darstellung
- Katalysatoren in Theorie und Praxis, Göteborg 1949
- Die Erkenntniskrise der Chemie und ihre Überwindung Festrede 1958
- Reactivity of solids, München 1965